# Euprassio
Flavio Euprassio (in latino: Flavius Eupraxius; fl. 367-384) è stato un funzionario romano di età imperiale.

## Biografia
Euprassio era mauro e proveniva dalla Mauretania Cesariense; secondo Ammiano Marcellino, fu un uomo sempre retto e incorruttibile, anche di fronte alle pressioni dell'imperatore.
Nel 367 era magister memoriae; quando Valentiniano I elevò il figlio al rango di Augusto, Euprassio fu il primo ad acclamare ad alta voce «la famiglia di Graziano merita ciò», e per questo fu immediatamente nominato quaestor sacri palatii, carica che resse fino al 370. Una volta che Valentiniano I fece uccidere dei magistrati cittadini, Euprassio lo ammonì, affermando che sarebbero stati considerati martiri cristiani. In un'altra occasione, in cui una commissione del Senato (composta da Pretestato, Venusto e Minervio) aveva chiesto a Valentiniano di non permettere al prefetto Massimino di sottoporre i senatori a torture e in cui l'imperatore aveva negato l'addebito, accusando i messi, Euprassio intervenne a difesa degli ambasciatori, risolvendo la situazione.
Il 14 febbraio del 374 è attestato in carica come praefectus urbi di Roma; si occupò anche di costruire un nuovo foro. Probabilmente era ancora in vita nel 384.
Ricevette alcune lettere da Quinto Aurelio Simmaco.